# Пань Чжаньлэ
Пань Чжаньлэ (кит. упр. 潘展乐, пиньинь Pan Zhanle; род. 4 августа 2004, Вэньчжоу, Чжэцзян) — китайский пловец, двукратный олимпийский чемпион 2024 года, четырёхкратный чемпион мира 2024 года, трёхкратный чемпион Азиатских игр 2022 года. Рекордсмен мира на дистанции 100 метров вольным стилем с 11 февраля 2024 года.

## Карьера
В 2023 году на чемпионате мира в Фукуоке стал серебряным призёром в составе комплексной эстафеты 4 по 100 метров.
Входил в состав сборной Китая на летних Азиатских играх 2022 года. В его копилке по результатам соревнований в плавательном бассейне 7 медалей, из которых три золотых, три серебряных и одна бронзовая. Он стал чемпионом в индивидуальном заплыве на 100 метров вольным стилем.
В Дохе на чемпионате мира 2024 года завоевал 4 золотых медали, став чемпионом мира на 100 метрах вольным стилем, а также в составе трёх эстафетных команд на различных дистанциях. 11 февраля на первом этапе эстафете 4×100 метров вольным стилем установил мировой рекорд 46,80, превысив на 0,06 сек достижение Давида Поповича, установленное на чемпионате Европы в Риме в августе 2022 года.
На Олимпийских играх 2024 года на дистанции 100 метров вольным стилем завоевал золотую медаль с новым мировым рекордом — 46,40 сек. Серебряный призёр Кайл Чалмерс отстал в финале на 1,08 сек. При этом Пань Чжаньлэ вышел из предварительных заплывов с худшим временем из всех квалифицировавшихся, если бы он проплыл на 0,01 сек хуже, то мог не попасть в полуфинал. 4 августа принёс Китаю сенсационное золото в комбинированной эстафете 4×100 метров. Перед последним этапом лидировала сборная Франции, американцы отставали на 0,03 сек, а сборная Китая уступала лидерам 0,75 сек после неудачного третьего этапа баттерфляем. Но на последнем этапе Пань Чжаньлэ проплыл за 45,92, это быстрейшее в истории время на этапе эстафеты на дистанции 100 метров. Американец Хантер Армстронг проиграл китайцу 1,27 сек, а француз Флоран Маноду — 1,67 сек.